# フェティシズム
フェティシズム（英語: fetishism）とは、リヒャルト・フォン・クラフト＝エビングが、1886年に自身の著書『性的精神病理』（Psychopathia Sexualis）において初めて使った言葉である。もともとはフェティシズムは呪物崇拝を指す言葉であるが、現代では通常よりも強く性的興奮を引き起こす特定のものや状態を表す言葉として用いられる事が多い。

## 概要
本来、フェティシズムとは、生命を持たない呪術的な物（フェティッシュ、英: fetish、仏: féticheという）に対しての崇拝を指し、性欲とは無関係であった。原義のフェティシズムについては呪物崇拝を参照されたい。もともとは人類学、宗教学の用語であったが、19世紀後半にオーギュスト・コントやアルフレッド・ビネーといった心理学者が、崇拝構造を『性欲の対象とするもの』と『対象によって惹起される性欲』との関係として流用し、ある種の性的倒錯の説明として用いた。リヒャルト・フォン・クラフト＝エビングは性的な物神崇拝、同性愛、サディズム、マゾヒズムについて著書『性的精神病理』で説いた。その後フロイトも著書『性の理論に関する三つの論文』（1905年）において、フェティシズムという用語を用いて足や髪、衣服などを性の対象とするある種の性の逸脱現象の説明として、それを幼児期の体験に基づくものとした。日本においては心理学的な用法がポルノグラフィーその他で広まった関係で呪物崇拝という原義よりも性的フェティシズムのことを指すことが一般的である。
性的フェティシズムはキンクに似ているものの、通常は性的興奮を引き起こすために何かを必要としている。

## 精神医学におけるフェティシズム
性的同意があり、著しい苦痛を生じないのであれば、フェティシズムが精神疾患として扱われることはない。
世界保健機関（WHO）の『疾病及び関連保健問題の国際統計分類』（ICD）では以前は「性嗜好障害」の下に「フェティシズム」を分類していたが、2019年の「ICD-11」からは「性嗜好障害」という言葉を使わずに「パラフィリア症群」という言葉を用い、「フェティシズム」の用語はカテゴリから消えた。
この「パラフィリア症群」は以下の内容で特徴づけられる。
- 持続的かつ強烈な非典型的性的興奮パターンを有する。
- そのパターンは、同意能力のないあるいは同意を拒む者を対象とする。
- もしくは、そのパターンは、自身に著しい苦痛をあたえる。ただし、それはその興奮パターン自体によるものであり、単にその興奮パターンが他者から拒絶されること、または他者から拒絶されるのを恐れることによる二次的なものではない。
- もしくは、そのパターンは、たとえ相手の同意があったとしても自身か相手に傷害・死亡に至る重大なリスクを生じさせる。

アメリカ精神医学会の『精神障害の診断と統計マニュアル』（2013年のDSM-5）ではフェティシズムの中でも以下の条件に当てはまったものを「フェティシズム障害（fetishistic disorder）」として扱っている。
- 長期（少なくとも6ヶ月以上）にわたる、生命のない対象物に対する強烈な性衝動、妄想、行動が持続、反復する。
- その性衝動、妄想、行動により著しい苦痛、または社会的、職業的な障害を引き起こしている。
- 対象物は衣服や性具に限らない。

## 様々なフェティシズム

### 体の部位
性的フェティシズムの多くは体の部分に関するものである。足（脚）へのフェティシズムは一般的とされる。また、手や指、額に性的魅力を感じる人もいる。

### 服装・外見
人間が身に着けるものに性的興奮を感じる人もおり、ストッキング、スカート、履物、下着が最も人気がある事例として挙げられる。
西欧文化圏では拘束具としてロープよりも手枷などが発達し、そうした拘束状態を示す言葉としてボンデージ（Bondage）が定着した。SMでも用いられていたパンクファッションに見られた鋲付きの皮革・エナメルの衣装などが、1990年代初め、シャネル、ヴェルサーチなどがファッションに取り入れボンデージファッションと呼ばれるようになった。アメリカの歌手マドンナもゴルチエのSMボンデージ風の衣装を好んで身に付けていた。これがさらに主に西欧で発展し、皮革・エナメル・ラバー（ゴム）などの素材を用いたフェティッシュファッションと呼ばれる分野で2000年代に入り多くのデザイナーが登場している。
礼服の異性若しくは服装そのものに対する偏愛・執着を見せるフェティシズム現象は、古くから男女ともに見られる。女性であれば男性の背広服・タキシード・紋付袴姿に対する執着、男性であれば女性のドレス（特にウェディングドレス）・レディーススーツ・スカート姿・舞台衣装・ダンスウェアをはじめ、和装・巫女装束などの儀式衣装などに偏愛を見せるケースがある。これらのフォーマルウェアには男女を問わず独特の非日常性と社会的性（ジェンダー）を視覚的に際立たせる要素を持っているため、フェティシズムの対象となり易い。着飾った異性よりも、衣裳（更に際立ったケースとして、衣裳を形成している「布生地」）そのものに対する執着を見せるケースが多い。これも俗語的な意味でのフェティシズムとの混同に注意を要するケースである。
長髪、短い髪、赤髪など髪の毛の長さや色に執着する者も少なくない。また、女性が髪を切る過程に興奮する者も多い。
「レインコートフェティシズム」とはレインコートを着用した女性・レインコートにとくに欲情をかきたてられる性癖をさす（おもに男性。女性ではまれ）。
ラテックスやナイロンなどの素材に性的魅力を感じる人もいる。ラバーフェティシズムと呼ばれる天然ゴムやPVCの感触に対する性的興奮は欧米を中心に発達している。また全身タイツフェティシズムは全身タイツを纏う事で性的興奮を得るもので、日本で生まれ世界に広がったとされる。

### 状態
ウェット&メッシーと呼ばれる、対象の濡れた姿、あるいは泥水や汚泥・ペンキ・ローションにまみれた姿に対する偏愛が存在する。水着姿の女性が全身を使って車を洗うという「カーウォッシュ（ガール）フェティシズム」は日本ではほぼ皆無だが、アメリカではメジャーなフェティシズムである。類似のものとして異性の衣裳を損壊させたり切り裂いたりした状態（リッピング）に対する偏愛、衣服を焼却する偏愛も存在する。いずれも「対象の状態」に注視しているフェティシズムといえる。対象の姿のみならず、自身でそういう遊びをすることを好む者も存在する。
喫煙、くすぐりなどの行為に性的魅力を感じる人もいる。
ギターを弾く男性の手指・ピアノを弾く女性の手指・裁縫をする女性の手指・サッカーをしている男性の脚といった、特定行動下における異性への偏愛など。